# Claes Janson

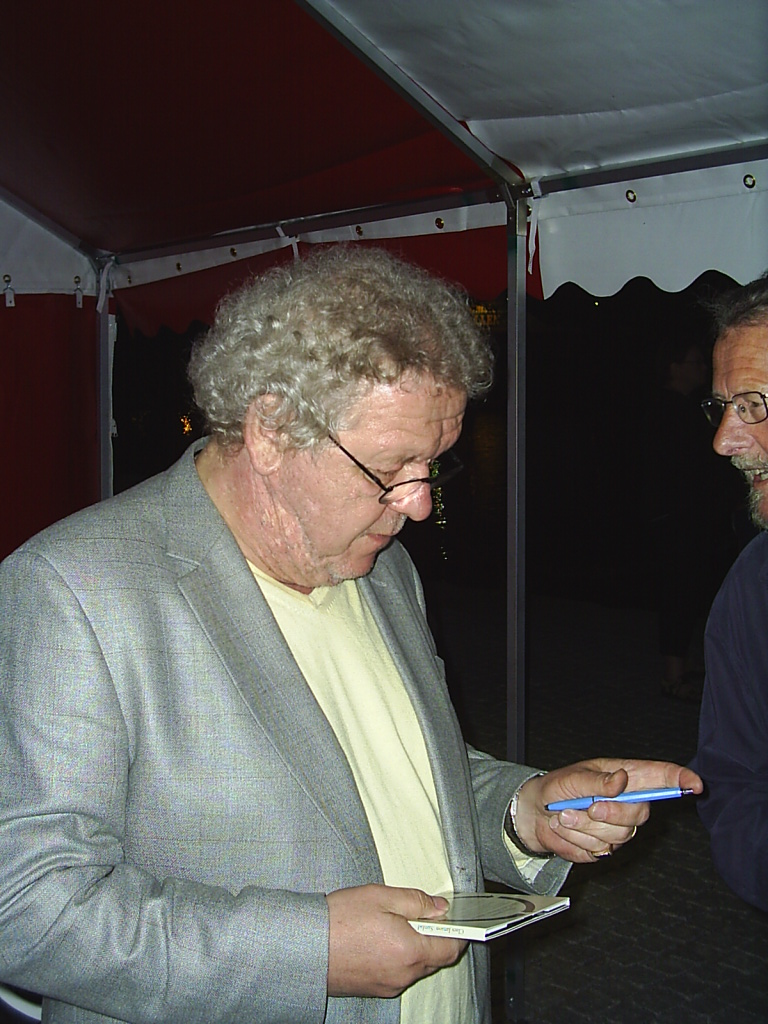
Claes_Jansson (2006)

Claes Gösta Janson (* 30. Juli 1947 in Nyköping) ist ein schwedischer Jazz- und Bluessänger, der aber auch für seine Interpretation von Balladen der schwedischen Dichter Cornelis Vreeswijk, Povel Ramel, Carl Michael Bellman und Evert Taube bekannt wurde.

## Leben und Wirken
Während seiner Schulzeit in Sundsvall tourte Janson mit der Canyon Group, die zwischen 1963 und 1965 mehrere Platzierungen in den Svensktoppen hatte und mehrfach im Radio und Fernsehen auftrat. Nach seinem Abitur Mitte der 1960er Jahre und seinem Militärdienst schrieb er sich an der Universität Uppsala ein. 1967 war er Mitbegründer der Bluesband Good Morning Blues. Anschließend arbeitete er bis 1975 im Mittelmeerraum.
Janson kehrte nach Schweden zurück, wo er 1975 Mitbegründer des Veranstaltungsortes Hamburger Börs in Stockholm war. 1977 und 1978 leitete er den Jazzclub Fasching in Stockholm. Parallel dazu war er als Sänger in verschiedenen Konstellationen aktiv, beispielsweise mit Tomas Ledin, Gugge Hedrenius BBB, Sandviken Good Morning Blues, Soul Train und Öhman Organ Grinders. Von 1980 bis 1982 studierte er an der Kungliga musikhögskolan.
Anfang der 1980er Jahre war Janson der Sänger der Sandvik Big Band, mit der er bis 1994 mehrere Alben einspielte. Weitere Alben entstanden mit der Uppsala Big Band, mit Kjell Öhmans Orkester und der Bohuslän Big Band, weiterhin mit Visa Nordica. Auch arbeitete er mit der NDR Big Band, BRT Big Band, Danish Radio Big Band, Georg Riedel, Arne Domnerus, Nils Landgren, Ulf Wakenius, Joe Newman, Harry Edison, Hank Crawford, Red Mitchell, Eddie Harris, Jimmy Witherspoon und Georgie Fame.
Unter seinem eigenen Namen veröffentlichte Janson 1990 sein Debütalbum Frestelser, dem weitere Soloalben folgten, wobei er häufig mit Anders Widmark zusammenarbeitete, der auch für ihn komponierte. 2009 erschien ein Tribute-Album mit dem Titel The Best of Ray Charles, 2013 Stevie Wonder Unplugged. 2016 veröffentlichte Janson eine CD als Hommage an den Bluesmusiker Totta Näslund, die er zusammen mit dem Internationalorkestern aufnahm, gefolgt 2019 von Sluskblues 2. 2018 erschien Ett ord till mina polare mit Texten vor allem von Hasse Widmark. Mit Christina von Bülow legte er 2022 das Album Det regnar i min stad mit Vertonungen von Gedichten von Åke Grandell vor.
Janson arbeitete auch als Filmschauspieler, etwa als Räuber Tjorm in Tage Danielssons Verfilmung von Astrid Lindgrens Ronja, die Räubertochter, wo er auch zusammen mit Tommy Körberg und Rune Andersson sang.

## Preise und Auszeichnungen
Janson wurde mit mehreren Preisen wie dem Kasperpris von Dagens Nyheter (1984) und dem Cornelisprice (1992) ausgzeichnet. 1993 erhielt er einen schwedischen Grammi.

## Diskographische Hinweise
- 1990 – Frestelser (Caprice)
- 1993 – All of Me (Sittel)
- 1996 – Samlad (Sitell)
- 1997 – Skuggorna runt Slussen (Gazell)
- 2000 – Nat King Cole Forever (Sittel)
- 2001 – Ångbåtsblues (Gazell)
- 2002 – BlåGul Blues (Gazell)
- 2007 – Tonight! (Gazell)
- 2009 – The Best of Ray Charles (Gazell)
- 2013 – Stevie Wonder Unplugged (Ladybird)
- 2016 – Sluskblues – En hyllning till Totta Näslund (Ball & Chain Records)
- 2018 – Ett ord till mina polare (VAX Records)
- 2022 – Christina von Bülow/Claes Janson: Det regnar i min stad (Stunt Records)